# USS Solomons (CVE-67)
Авіаносець «Соломонс» (англ. Solomons (CVE-67)) - ескортний авіаносець США часів Другої світової війни, типу «Касабланка».

## Історія створення
Авіаносець «Соломонс» був закладений 19 березня 1943 року на верфі Kaiser Shipyards у Ванкувері під ім'ям «Emperor» і початково призначався для передачі ВМС Великої Британії за програмою ленд-лізу, але 6 листопада 1943 року було прийняте рішення, що корабель залишиться у ВМС США. Авіаносець спочатку був перейменований у «Nassuk Bay», потім остаточно у «Соломонс».
Спущений на воду 6 жовтня 1943 року, вступив у стрій 21 листопада 1943 року.

## Історія служби
Після вступу в стрій авіаносець протягом грудня 1943-січня 1944 року здійснив один транспортний рейс на Тихий океан, після чого був переведений в Атлантику.
Протягом квітня-серпня 1944 року «Соломонс» входив до складу пошуково-ударної групи. 15 червня 1944 року в Південній Атлантиці, на південь від острова Святої Єлени літаки з авіаносця потопили німецький підводний човен U-860.
Надалі «Соломонс» використовувався як навчальний авіаносець для підготовки льотчиків морської авіації.
15 травня 1946 року «Соломонс» був виведений в резерв, 5 червня виключений зі списків флоту і через місяць проданий на злам.